# スティーブ・マクニーブン
スティーブン・"スティーブ"・マクニーブン（Steven "Steve" McNiven）は、カナダ出身のコミックのアーティストである。クロスジェンで『メリディアン』で注目を浴び、マーベルに移って『アルティメット・シークレット』、『ニューアベンジャーズ』、『シビル・ウォー』を手がけた。

## キャリア
クロスジェン時代、ジョシュア・ミドルトンが降板した後の『メリディアン』のペンシラーに就任し、注目を集める。
その後マーベルコミックスへと移り、「マーベル・ナイツ4』、『アルティメット・シークレット』、『ニューアベンジャーズ』を手がける。2006年にはマーク・ミラー脚本のクロスオーバーミニシリーズ『シビル・ウォー』の作画を担当する。その後もウルヴァリンのストーリーライン「オールドマン・ローガン」やアイコン・コミックス、『ネメシス』でもミラーとコラボレーションする。

## ビブリオグラフィ

### 本編担当

#### クロスジェン
- Meridian #6-7, 9-12, 14-17, 19-21, 23-26, 29-30, 33-36 (バーバラ・ケセル（英語版）脚本, 2001–03)
- Mystic #7 (ロン・マーツ（英語版）脚本, 2000)
- Archard's Agents: Deadly Dare (チャック・ディクソン（英語版）脚本, ワンショット, 2004)
- Sigil #6 (バーバラ・ケセル脚本, 2000)

#### マーベル
- Amazing Spider-Man #546-548: "Brand New Day" (ダン・スロット脚本, 2008)
- AvX: VS #2: "Captain America vs. Gambit" (スクリプト・アート, 2012)
- Avengers Finale (ブライアン・マイケル・ベンディス脚本, 多数のアーティストと共著, ワンショット, 2005)
- Captain America, vol 6, #1-5: "American Dreamers" (エド・ブルベイカー（英語版）脚本, 2011)
- Civil War #1-7 (マーク・ミラー脚本, 2006–07)
- Death of Wolverine #1-4 (チャールズ・ソウル（英語版）脚本, 2014)
- Marvel Knights 4 #1-7 (ロベルト・アギーレ＝サカサ（英語版）脚本, 2004)
- Marvel Legacy (ジェイソン・アーロン脚本, 多数のアーティストと共著, ワンショット, 2017)
- Monsters Unleashed #1, (with Cullen Bunn, 2017)
- Guardians of The Galaxy, vol. 3, #0.1-3  (ブライアン・マイケル・ベンディス脚本, 2013)
- Nemesis, ミニシリーズ, #1-4 (マーク・ミラー脚本, アイコン（英語版）, 2010-11)
- Secret Empire #1, #10, (ニック・スペンサー脚本, 2017)
- New Avengers (ブライアン・マイケル・ベンディス脚本):
  - "The Sentry" (#7-10, 2005)
  - "The Collective" (#16, 2006)
  - "Dark Reign" (ビリー・タン（英語版）他多数のアーティストと共著, #50, 2009)
- Ultimate Secret #1-2 (ウォーレン・エリス（英語版）脚本, 2005)
- Uncanny Avengers #14-17 (リック・リメンダー（英語版）脚本, 2013-2014)
- Uncanny Inhumans #0 (チャールズ・ソウル脚本, 2015)
- Wolverine #66-72 (マーク・ミラー脚本, 2008–09)
- Wolverine: Old Man Logan Giant-Size (マーク・ミラー脚本, 2009)

### カバー担当
- Marvel Knights 4 #8-12, 15, 17, 19 (マーベル, 2004-2005)
- District X #1-6, 8 (マーベル, 2004–2005)
- Spider-Man Unlimited #3 (マーベル, 2004)
- New Avengers #1, 17-18 (マーベル, 2005–2006)
- Powerless #6 (マーベル, 2005)
- What If... Jessica Jones Had Joined the Avengers? (マーベル, 2005)
- Ultimate Secret #3-4 (マーベル, 2005)
- Marvel Knights Spider-Man #13-18 (マーベル, 2005)
- Witchblade #95 (トップ・カウ, 2006)
- Daredevil #82 (マーベル, 2006)
- Red Sonja #8, 15 (ダイナマイト（英語版）, 2006)
- Battlestar Galactica #0 (ダイナマイト, 2006)
- The Dark Tower: The Gunslinger Born #4 (マーベル, 2007)
- The Order #1 (マーベル, 2007)
- Kick-Ass #1 (アイコン, 2008)
- Wonderlost #2 (Image, 2008)
- The Last Defenders #1 (マーベル, 2008)
- Secret Invasion #1-4 (マーベル, 2008)
- Marvel Comics Presents #9 (マーベル, 2008)
- The Marvels Project #1-8 (マーベル, 2009–2010)
- Dark Avengers/Uncanny X-Men: Exodus #1 (マーベル, 2009)
- Wolverine vol 4 #1 (マーベル, 2010)
- Superior #2 (アイコン, 2011)
- Ultimate Comics: Spider-Man #154, 158 (マーベル, 2011)
- Fear Itself #1-7 (マーベル, 2011)
- The Amazing Spider-Man Annual #38 (マーベル, 2011)
- Deadpool Annual #1 (マーベル, 2011)
- Incredible Hulks Annual #1 (マーベル, 2011)
- The Avengers v4 #24.1 (マーベル, 2012)
- Avenging Spider-Man #6 (マーベル, 2012)
- Wolverine vol 1, #305 (マーベル, 2012)
- Wolverine vol 6, #8-12 (マーベル, 2014)
- Hunt for Wolverine #1 (マーベル, 2017)